# Nadarzyn (gmina)
Pour les articles homonymes, voir Nadarzyn.

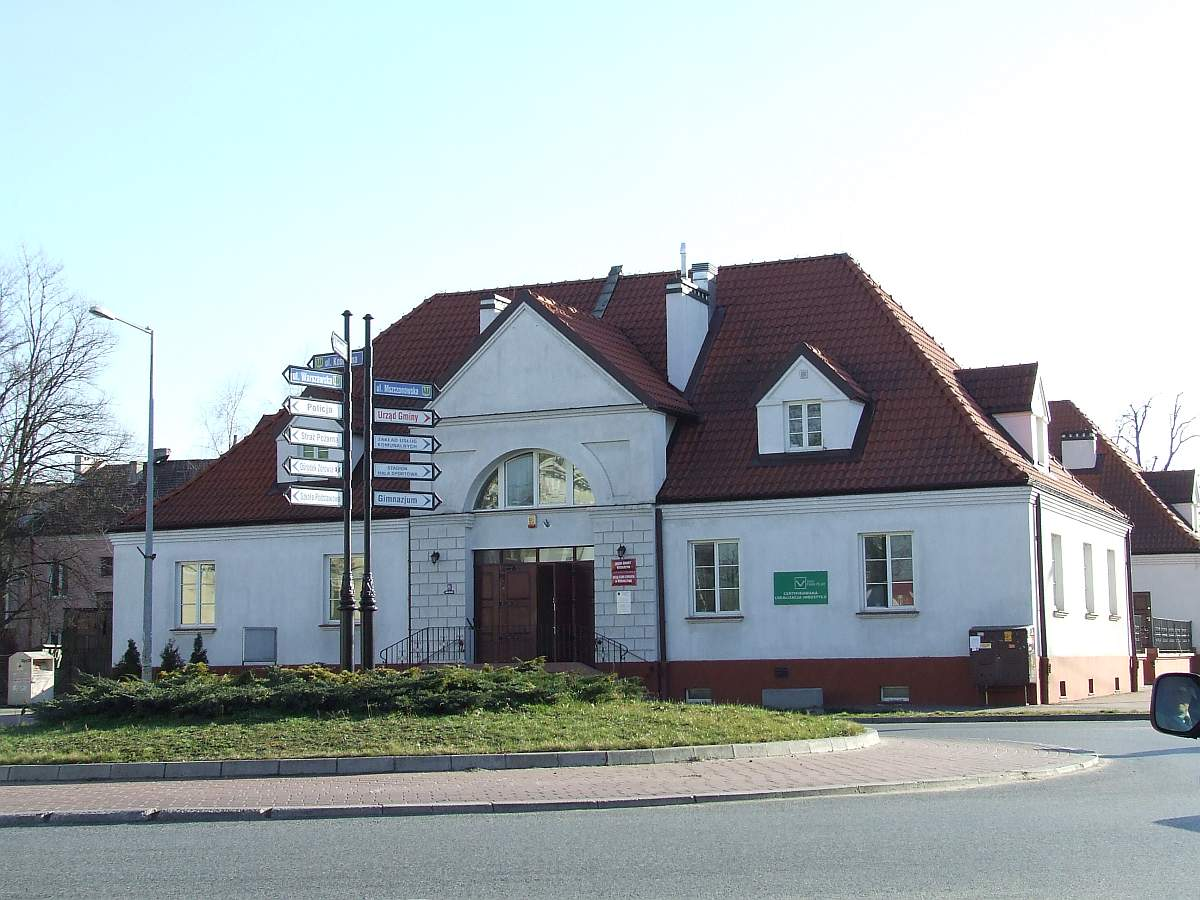
Le Bureau du Conseil Communal, ainsi que le Centre Culturel côté Place du Marché

Nadarzyn est une gmina rurale (gmina wiejska) de la powiat de Pruszków, dans la Voïvodie de Mazovie, dans le centre-est de la Pologne.
Son siège administratif (chef-lieu) est le village de Nadarzyn, qui se situe environ 9 km au sud de Pruszków et 20 km au sud-ouest de Varsovie.
La gmina couvre une superficie de 73,4 km2 pour une population de 10 362 habitants en 2006.

## Histoire
De 1975 à 1998, la gmina est attachée administrativement à la voïvodie de Varsovie.

Depuis 1999, elle fait partie de la voïvodie de Mazovie.

## Géographie
La gmina inclut les villages et localités de :

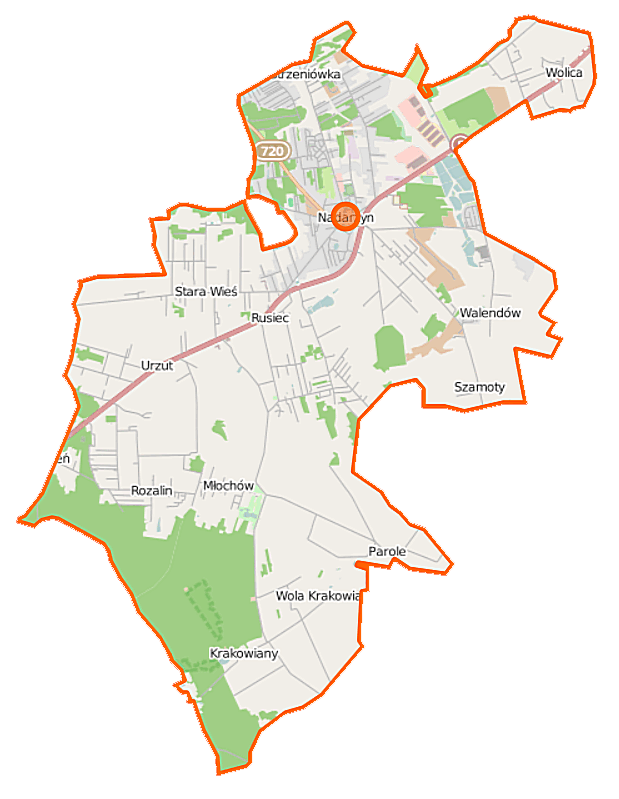
Plan de la gmina

- Bieliny
- Kajetany
- Kostowiec
- Krakowiany
- Młochów
- Nadarzyn
- Parole
- Rozalin
- Rusiec
- Stara Wieś
- Strzeniówka
- Szamoty
- Urzut
- Walendów
- Wola Krakowiańska
- Wolica
- Żabieniec

### Gminy voisines
La gmina de Nadarzyn est voisine des gminy suivantes :
- Brwinów
- Grodzisk Mazowiecki
- Lesznowola
- Michałowice
- Raszyn
- Tarczyn
- Żabia Wola

## Structure du terrain
D'après les données de 2002, la superficie de la commune de Nadarzyn est de 73,4 km2, répartis comme tel :
- terres agricoles : 60%
- forêts : 18%

La commune représente 29,8% de la superficie du powiat.

## Démographie
Données du 30 juin 2004 :
| Description        | Total  | Total | Femmes | Femmes | Hommes | Hommes |
| ------------------ | ------ | ----- | ------ | ------ | ------ | ------ |
| Unité              | Nombre | %     | Nombre | %      | Nombre | %      |
| Population         | 10 046 | 100   | 5 206  | 51,8   | 4 840  | 48,2   |
| Densité (hab./km²) | 136,9  | 136,9 | 70,9   | 70,9   | 65,9   | 65,9   |